# کالکی
کالکی (به انگلیسی: Kalki) دهمین تنزل ویشنو در عصر کالی یوگا (عصر ظلمت) است، که با آمدن او سیاهی و ظلمت از بین خواهد رفت. این موعود با نام‌های دوانگری (devanagari) کالکین (kalkin) یا کالاکی (kalaki) نیز خوانده شده‌است. در آیین هندو، موعود نجاتبخش موسوم به کالکی در پایان آخرین دوره زمانی از ادوار چهارگانه جهانی، یعنی کالی یوگه ظهور خواهد کرد. بنابر تفکر هندویی، جهان از چهار دوره رو به انحطاط تشکیل شده‌است. در چهارمین دوره، یعنی عصر کالی، فساد و تباهی سراسر جهان را فرا می‌گیرد. زندگانی اجتماعی و معنوی به نازل‌ترین حدّ خود نزول می‌کند و موجبات زوال نهایی را فراهم می‌سازد.
در این عصر (کالی یوگه یا دوره انحطاط) که بنابر باورهای هندویی از نیمه شب بین ۱۷ و ۱۸ ماه فوریه سال ۳۱۰۲ قبل از میلاد مسیح شروع گردیده، و ما اکنون در آن به سر می‌بریم، فقط به یک چهارم دَرْمه (دین یا نظم کیهانی) عمل می‌شود و سه چهارمش به فراموشی سپرده شده‌است. مردمان این دوره گناهکار، ستیزه‌جو و چون گدایان، بداقبال و سزاوار اقبالی نیستند. چیزهای بی‌ارزش را ارج می‌نهند، آزمندانه می‌خورند و در شهرهایی زندگی می‌کنند که پر از دزدان است. بر اساس ادیان و مکتب‌های فلسفی هند، در پایان چنین دوران سیاهی، آخرین و دهمین تجلّی (اوتارة) ویشنو موسوم به کالکی، سوار بر اسبی سفید و به هیئت انسان ظهور خواهد کرد. وی سراسر جهان را سواره و با شمشیری آخته و رخشان درمی‌نوردد تا بدی و فساد را نابود کند. با نابود کردن جهان، شرایط برای آفرینشی نو مهیا می‌شود تا در مهایوگای آتی، دیگر بار عدالت و فضیلت ارزش یابند.

## نام
نام کالکی اغلب استعاره‌ای برا ی ابدیت است. ریشه این نام احتمالاً از کلمه کالکا (kalka) در سانسکریت گرفته شده که به اشاره به کثافت، پلیدی، تعفن دارد، لذا نام کالکی بیانگر «نابود کنندهٔ پلیدی» «نابود کنندهٔ سر در گمی» «نابود کنندهٔ تاریکی» یا «از بین برندهٔ دروغ» است.

## محل ظهور
کالکی را در کتابهایی مانند «کالکی پورانه» فرزند یک برهمن به نام «ویشنو یاسا» (Vishnu yasha) دانسته‌اند و همچنین محل ظهور او را روستایی به نام «شامبالا» (shambhala) ذکر کرده‌اند. چهاردهمین دالایی لاما یادآور شده‌است که شامبالا یک کشور معمولی نیست، ما فقط می‌توانیم بگوییم که آن یک سرزمین پاک وخالص است.

## چگونگی جهان قبل از ظهور
در کتب هندو چهرهٔ مثبتی از دوران پایانی ترسیم نشده‌است و همانند دیگر ادیان مردم و جامعه اسیر ظلم و ستم هستند. آگنی پورانه توضیح می‌دهد: «وقتی غیر آریایی‌ها، به عنوان پادشاهان شروع به بلعیدن مردانی کردند که به نظر عادل و درستکار بودند و موجودات بشری را بلعیدند، کالکی، ظهور خواهد کرد و غیرآریایی‌ها را با سلاح جنگی‌اش نابود خواهد کرد».
دوره کالی‌یوگه (آخرزمان) در ویشنو پورانه چنین توصیف شده‌است:
«پادشاهان زمین از ارواح پست، خشن و معتاد به حماقت و شرارت خواهند بود. آنان بر زنان، کودکان و گاوان مرگ را جاری خوهند کرد. اموال زیردستان خود را تصرف خواهند کرد. نیرو و اراده محدود خواهند داشت و در بیشتر جاها به سرعت صعود می‌کنند و فرو می‌افتند. زندگیهایشان کوتاه خواهد بود. آرزوهایشان اشباع نشدنی است. مهربانی اندکی از خود نشان خواهند داد… ثروت و تقوا روز به روز کاهش خواهد یافت تا اینکه جهان از آن کاملاً تهی می‌شود. فقط اموال است که طبقه را تعیین می‌کند. ثروت تنها منبع ایثار خواهد بود. شهوت تنها پیوند اتحاد میان دو جنس خواهد بود. خطا تنها وسیله موفقیت در دعاوی خواهد بود و زنان منحصراً ابزار خشنودی شهوانی خواهند بود… عدم صداقت تنها وسیله جهانی برای بقا خواهد بود و [این چنین خواهد بود] تا نژاد انسانی به فنا برود.»

## نحوه فعالیت

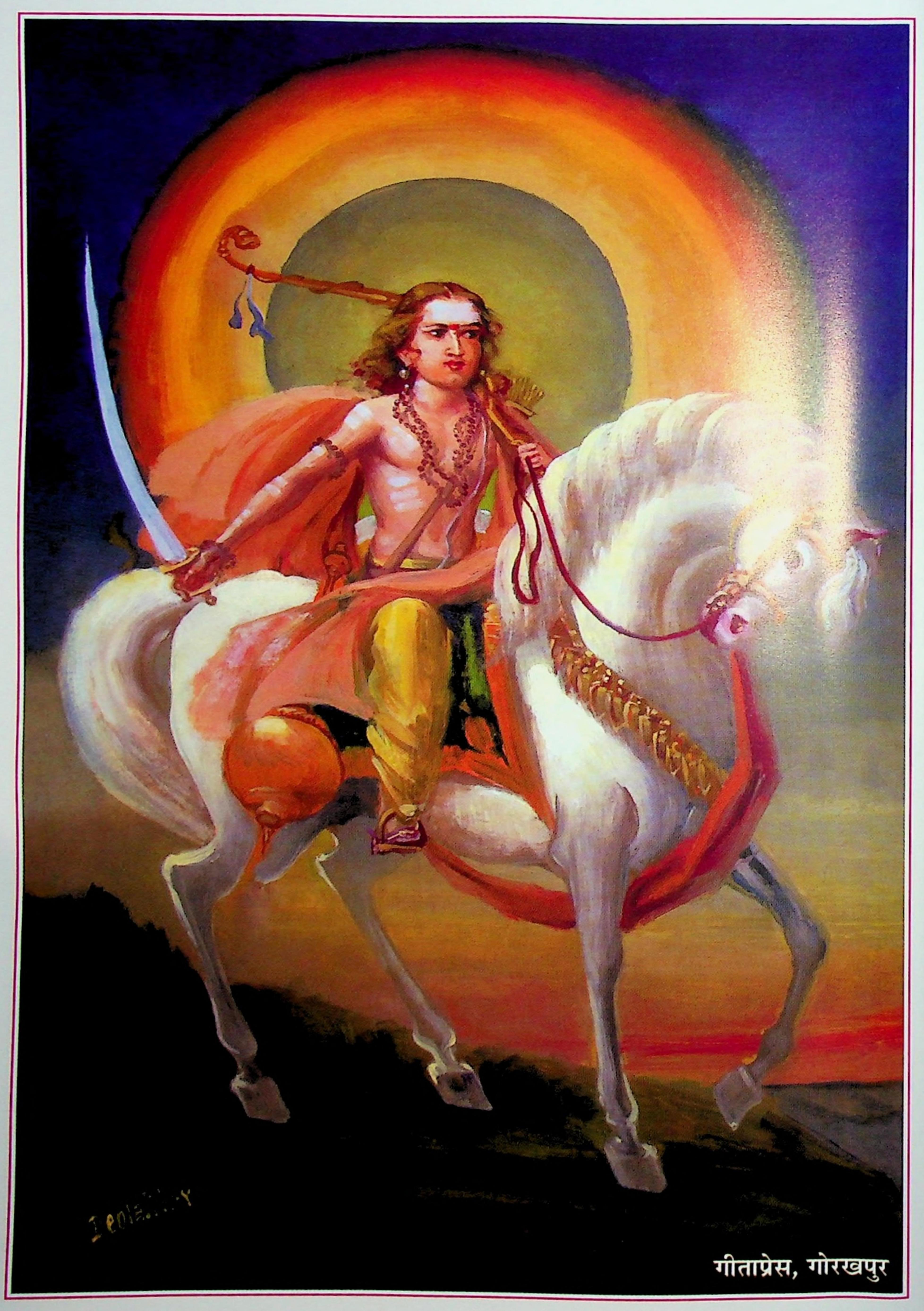
کالکی همراه با اسب سفید داواتا

در ویشنو پورانه ذکر می‌شود: «او با قدرت وسوسه انگیزش تمام جنایتکاران و همه اذهان اختصاص داده شده به شرارت را نابود خواهد کرد. او دوباره اعمال نیکوکارانه را بر روی زمین بر قرار خواهد کرد و اذهان کسانی که در پایان عصر کالی یوگه زندگی می‌کنند را بیدار خواهد ساخت و به شفافی شیشه خواهد کرد.»
در بهاگواتا پورانه فعالیت‌های کالکی چنین بیان شده‌است: «پروردگار کالکی، پروردگار جهان، اسب سفید سریعش داواتا (devadatta) را سوار خواهد شد و شمشیر در دست سفر خواهد کرد در سرتاسر زمین با هشت قدرت عرفانی. او میلیون‌ها نفر را که لباس پادشاهان را دزدیده‌اند خواهد کشت.»
در خاتمه قیام کالکی، مطابق با بهاگواته پوارانه، بعد از اینکه پادشاهان دروغین کشته شدند، ساکنان باقی مانده نسیمی خوش‌بو از بوی عطر خوب مقدس صندل احساس خواهند کرد و اذهان آن‌ها را از لحاظ معنوی خالص خواهد کرد. و در متون دیگر ذکر کرده‌اند که کالکی با دو شاهزاده (کشتریه) (kastriya)ازدواج خواهد نمود و به کوه‌های هیمالیا برای عبادت خواهد رفت.